# Championnat du Bhoutan de football 2025
Navigation
Saison précédente Saison suivante
La saison 2025 du Championnat du Bhoutan de football est la quatorzième édition du championnat national de première division au Bhoutan.  

## Les clubs participants
Les huit premiers du Championnat du Bhoutan 2024 sont rejoint par les deux premiers du tournoi de qualification qui comporte six équipes. 
- Clubs de Premier League 2024 : 
  - Paro FC
  - Thimphu City FC
  - Transport United
  - Royal Thimphu College FC
  - Samtse FC
  - BFF Academy FC
  - Tsirang FC
  - Tensung FC
- Promus des qualifications 2025 :
  - Southern City FC
  - Ugyen Academy FC

## Compétition

### Bilan de la saison
| Championnat du Bhoutan de football 2025 |
| Champion                                |
| Qualifications continentales            |
| Promotions et relégations               |
| Promus en Premier League                |
| Relégués en Super League                |